# Anne Seymour
Pour les articles homonymes, voir Seymour (patronyme).
Anne Seymour est une actrice américaine, née le 11 septembre 1909 à New York (États-Unis), et morte le 8 décembre 1988 à  Los Angeles.

## Filmographie partielle

### Cinéma
- 1949 : Les Fous du roi (All the King's Men) de Robert Rossen : Mrs. Lucy Stark
- 1951 : Quand la foule gronde (The Whistle at Eaton Falls) de Robert Siodmak : Mary London
- 1957 : Four Boys and a Gun de William Berke
- 1958 : Désir sous les ormes (Desire Under the Elms) de Delbert Mann  : La mère d’Eben
- 1958 : La Femme que j'aimais (The Gift of Love) de Jean Negulesco : Miss McMasters
- 1960 : Celui par qui le scandale arrive (Home from the Hill) de Vincente Minnelli : Sarah Halstead
- 1960 : Pollyanna de David Swift : Amelia Tarbell
- 1960 : Les Rats de caves (The Subterraneans), de Ranald MacDougall : Charlotte Percepied
- 1960 : Les Jeunes Loups  (All the Fine Young Cannibals) de Michael Anderson  : Mrs. Bixby
- 1964 : Prête-moi ton mari (Good Neighbor Sam) de David Swift : Irene Krump
- 1964 : La diligence partira à l'aube (Stage to Thunder Rock) de William F. Claxton
- 1964 : Rivalités (Where Love Has Gone) d'Edward Dmytryk : Dr Sally Jennings
- 1965 : Mirage d'Edward Dmytryk : Frances Calvin
- 1968 : Micmac au Montana (Stay Away, Joe) de Peter Tewksbury
- 1983 : Le Triomphe d'un homme nommé cheval (Triumphs of a Man Called Horse) de John Hough : Elk Woman
- 1985 : Trancers de Charles Band : Ashe
- 1989 : Jusqu'au bout du rêve (Field of Dreams) de Phil Alden Robinson : Éditrice de presse

### Télévision
- 1966 : Ma sorcière bien-aimée, série, 3e saison : La chaise antique (Sam's spooky chair)